# Allen Eddy Greer
Pour les articles homonymes, voir Greer.
Allen Eddy Greer est un herpétologiste australien.
Après des études au muséum de Zoologie comparée de l'université Harvard, il est diplômé en 1973.
En 1974-1975, il travaille à l'université de Californie à Berkeley. Depuis, il travaille à l'Australian Museum.
C'est un spécialiste de l'herpétofaune d'Océanie et de la famille des Scincidae.

## Taxons nommés en son honneur
- Cophoscincopus greeri Böhme, Schmitz & Ziegler, 2000
- Ctenotus greeri Storr, 1979
- Dibamus greeri Darevsky, 1992
- Epibator greeri (Böhme, 1979)
- Lankascincus greeri Batuwita & Pethiyagoda, 2007
- Lerista greeri Storr, 1982
- Nannoscincus greeri Sadlier, 1987

## Quelques taxons décrits
- Acontias litoralis Broadley & Greer, 1969
- Afroablepharus Greer, 1974
- Amphiglossus mandady Andreone & Greer, 2002
- Amphiglossus spilostichus Andreone & Greer, 2002
- Amphiglossus stylus Andreone & Greer, 2002
- Amphiglossus tanysoma Andreone & Greer, 2002
- Anomalopus brevicollis Greer & Cogger, 1985
- Anomalopus gowi Greer & Cogger, 1985
- Anomalopus mackayi Greer & Cogger, 1985
- Anomalopus swansoni Greer & Cogger, 1985
- Calyptotis lepidorostrum Greer, 1983
- Calyptotis ruficauda Greer, 1983
- Calyptotis temporalis Greer, 1983
- Calyptotis thorntonensis Greer, 1983
- Clelia clelia groomei Greer, 1965
- Coeranoscincus Greer & Cogger, 1985
- Dibamus seramensis Greer, 1985
- Dibamus smithi Greer, 1985
- Dibamus taylori Greer, 1985
- Eremiascincus Greer, 1979
- Eremiascincus timorensis (Greer, 1990)
- Eulamprus frerei Greer, 1992
- Eulamprus sokosoma Greer, 1992
- Fojia Greer & Simon, 1982
- Fojia bumui Greer & Simon, 1982
- Geomyersia Greer & Parker, 1968
- Geomyersia coggeri Greer, 1982
- Geomyersia glabra Greer & Parker, 1968
- Glaphyromorphus cracens (Greer, 1985)
- Glaphyromorphus fuscicaudis (Greer, 1979)
- Haackgreerius miopus (Greer & Haacke, 1982)
- Janetaescincus Greer, 1970
- Lampropholis elongata Greer, 1997
- Lankascincus Greer, 1991
- Lankascincus deraniyagalae Greer, 1991
- Lankascincus gansi Greer, 1991
- Lankascincus taylori Greer, 1991
- Leptoseps Greer, 1997
- Lerista ameles Greer, 1979
- Lerista carpentariae Greer, 1983
- Lerista cinerea Greer, McDonald & Lawrie, 1983
- Lerista praefrontalis Greer, 1986
- Lerista storri Greer, McDonald & Lawrie, 1983
- Lerista vittata Greer, McDonald & Lawrie, 1983
- Lobulia Greer, 1974
- Lobulia alpina Greer, Allison & Cogger, 2005
- Lobulia glacialis Greer, Allison & Cogger, 2005
- Lobulia stellaris Greer, Allison & Cogger, 2005
- Lobulia subalpina Greer, Allison & Cogger, 2005
- Madascincus nanus (Andreone & Greer, 2002)
- Menetia koshlandae Greer, 1991
- Menetia sadlieri Greer, 1991
- Mochlus brevicaudis (Greer, Grandison & Barbault, 1985)
- Morethia storri Greer, 1980
- Ophioscincus cooloolensis Greer & Cogger, 1985
- Pamelaescincus Greer, 1970
- Papuascincus Allison & Greer, 1986
- Paracontias hafa Andreone & Greer, 2002
- Paracontias manify Andreone & Greer, 2002
- Paracontias tsararano Andreone & Greer, 2002
- Parvoscincus Ferner, Brown & Greer, 1997
- Parvoscincus sisoni Ferner, Brown & Greer, 1997
- Phoboscincus Greer, 1974
- Prasinohaema Greer, 1974
- Proablepharus naranjicaudus Greer, Fisher & Horner, 2004
- Pseudemoia baudini (Greer, 1982)
- Pseudoacontias menamainty Andreone & Greer, 2002
- Saproscincus tetradactylus (Greer & Kluge, 1980)
- Sphenomorphus anotus Greer, 1973
- Sphenomorphus brunneus Greer & Parker, 1974
- Sphenomorphus cinereus Greer & Parker, 1974
- Sphenomorphus fragosus Greer & Parker, 1967
- Sphenomorphus fuscolineatus Greer & Shea, 2004
- Sphenomorphus leptofasciatus Greer & Parker, 1974
- Sphenomorphus microtympanus Greer, 1973
- Sphenomorphus tanneri Greer & Parker, 1967
- Sphenomorphus transversus Greer & Parker, 1971
- Tribolonotus pseudoponceleti Greer & Parker, 1968